# Langdarma
Langdarma (གླང་དར་མ་) byl poslední panovník jednotné Tibetské říše. Podle tradičního podání byl oproti svým předchůdcům velmi nepřátelský vůči buddhismu, který v zemi tvrdě potlačoval; sám byl stoupencem bönu.
Tibetský trůn Langdarma převzal po svém starším bratrovi Ralpačänovi, který měl být zavražděn vlastními ministry. Ralpačän byl buddhismu nakloněn a aktivně jej podporoval, s nástupem Langdarmy proto v Tibetské říši nastala velká náboženská i sociální změna. Není přesně jisté, jak dlouhou dobu Langdarma vládl. Mohlo se jednat pouze o necelé dva roky či šest a více let. Jeho doba vlády spadá zhruba do období let 838–846. Langdarma byl stejně jako jeho bratr zavražděn. Ne však svými ministry, ale buddhistickým mnichem. Po jeho smrti nastaly v Tibetu boje o trůn a výsledkem nakonec bylo rozštěpení dynastického rodu a decentralizaci moci. S touto skutečností začala Tibetská říše upadat.